# Сен-Лоран-де-Комб (Шаранта)
Сен-Лора́н-де-Комб (фр. Saint-Laurent-des-Combes) — коммуна во Франции, находится в регионе Пуату — Шаранта. Департамент — Шаранта. Входит в состав кантона Броссак. Округ коммуны — Коньяк.
Код INSEE коммуны — 16331.
Коммуна расположена приблизительно в 430 км к юго-западу от Парижа, в 140 км южнее Пуатье, в 34 км к югу от Ангулема.

## Население
Население коммуны на 2008 год составляло 95 человек.
| 1962 | 1968 | 1975 | 1982 | 1990 | 1999 | 2008 |
| ---- | ---- | ---- | ---- | ---- | ---- | ---- |
| 181  | 167  | 144  | 133  | 89   | 71   | 95   |

## Администрация
| Период | Период | Фамилия       | Партия | Примечания |
| ------ | ------ | ------------- | ------ | ---------- |
| 1995   | 2008   | Мишель Но     |        |            |
| 2008   |        | Кристоф Дамур |        |            |

## Экономика
В 2007 году среди 54 человек в трудоспособном возрасте (15—64 лет) 39 были экономически активными, 15 — неактивными (показатель активности — 72,2 %, в 1999 году было 70,0 %). Из 39 активных работали 38 человек (22 мужчины и 16 женщин), безработной была 1 женщина. Среди 15 неактивных 3 человека были учениками или студентами, 6 — пенсионерами, 6 были неактивными по другим причинам.

## Фотогалерея

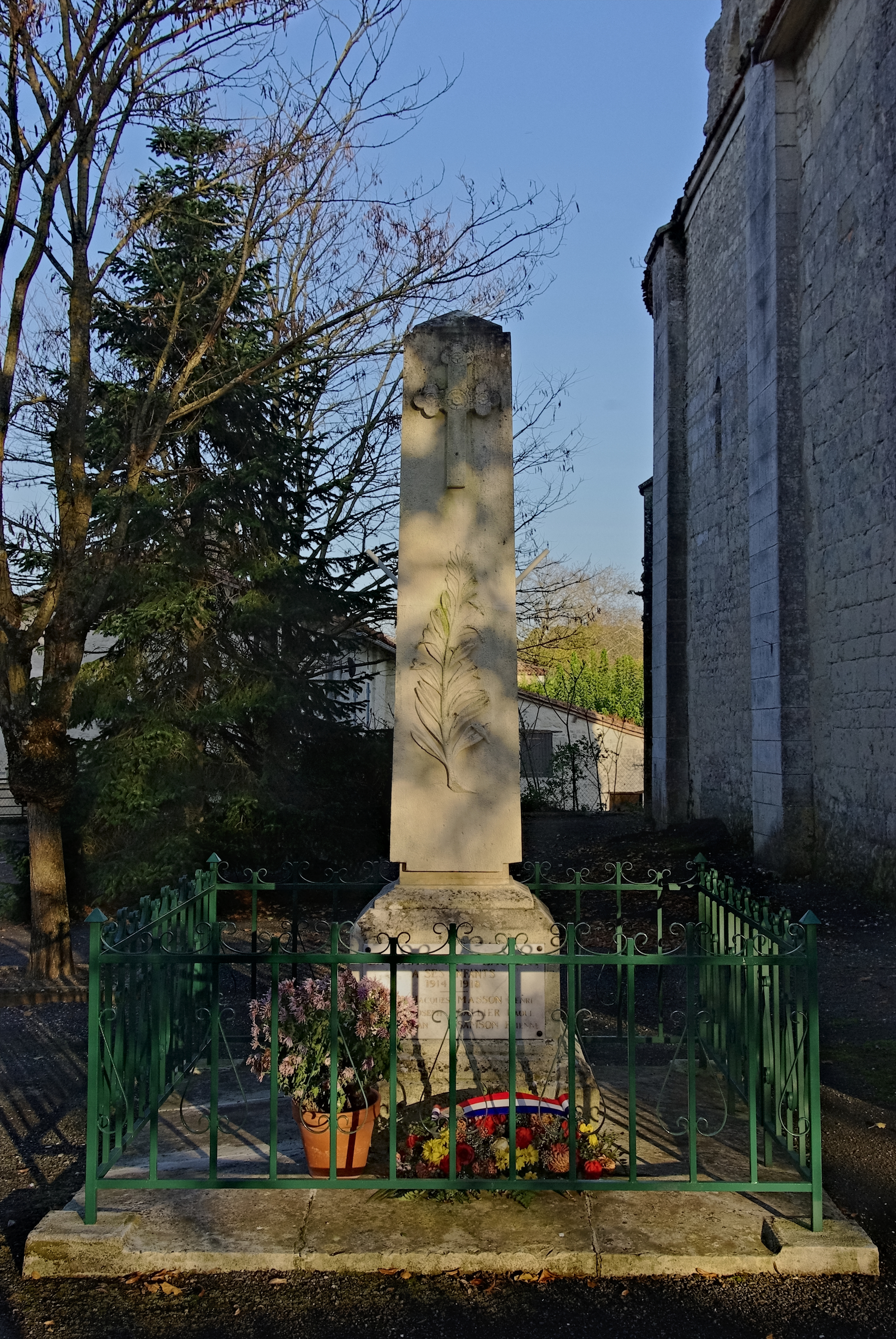
Военный мемориал
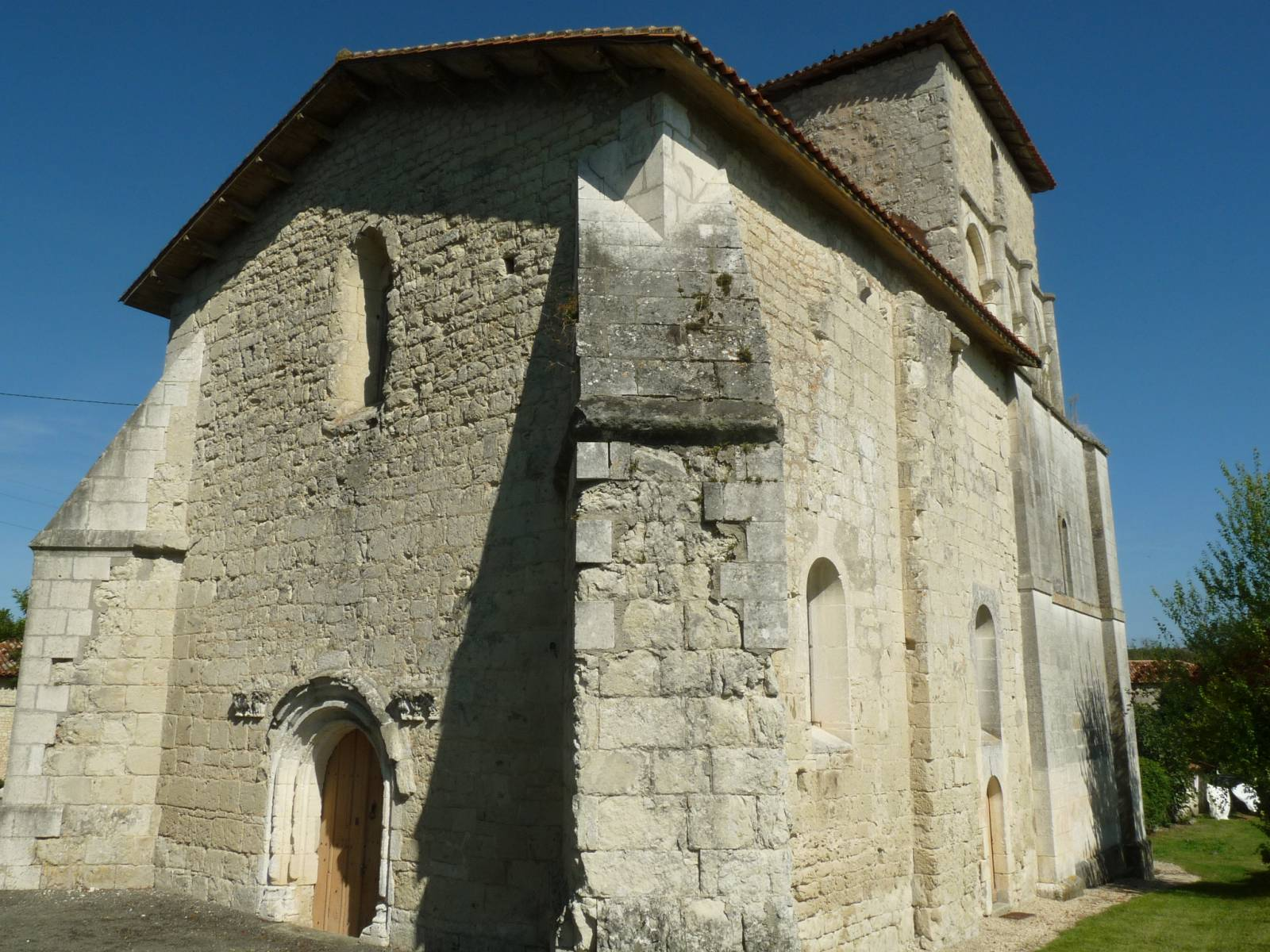
Церковь Сен-Лоран
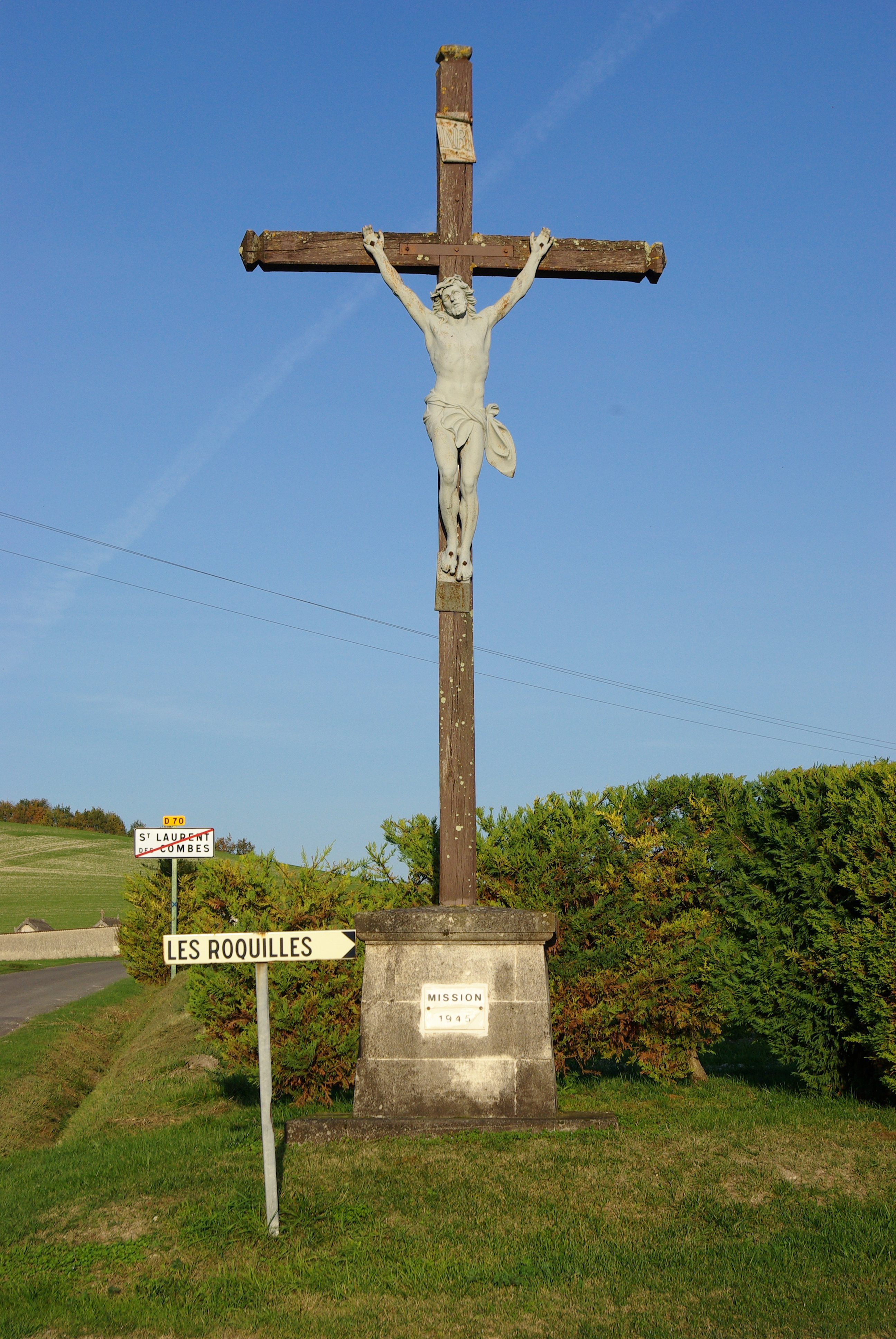
Придорожное распятие